# Ben Srour
Ben Srour là một đô thị thuộc tỉnh Msila, Algérie. Dân số thời điểm năm 2002 là 18.893 người.